# 双斑海猪鱼
双斑海猪鱼（学名：Halichoeres biocellatus），俗名紅線龍，为輻鰭魚綱鱸形目隆头鱼科的其中一種。

## 分布
分布于西太平洋區，包括台湾岛、日本、印尼、越南、菲律賓、澳洲、馬紹爾群島、帛琉、關島、密克羅尼西亞、馬里亞納群島、斐濟、東加、薩摩亞群島、新喀里多尼亞等海域。该物种的模式产地在Arji岛。

## 深度
水深7至35公尺。

## 特徵
本魚體側扁，體色變化大。幼魚為紅棕色，體側具數條白色細縱紋，背鰭上具2個黑色圓斑；成魚頭部綠色，具數條橘紅色條紋，魚體為藍綠色或紫藍色，具網狀花紋。尾鰭截形，背鰭硬棘9枚；背鰭軟條12枚；臀鰭硬棘3枚；臀鰭軟條11至12枚，體長可達12公分。

## 生態
本魚喜歡棲息於岩礁平台區，夜晚潛沙而眠，屬肉食性，以小型無脊椎動物為食，具性轉變。

## 經濟利用
可食用，一般多作觀賞魚來飼養。

## 扩展阅读
維基物種上的相關：双斑海猪鱼